# Jacob Tierney

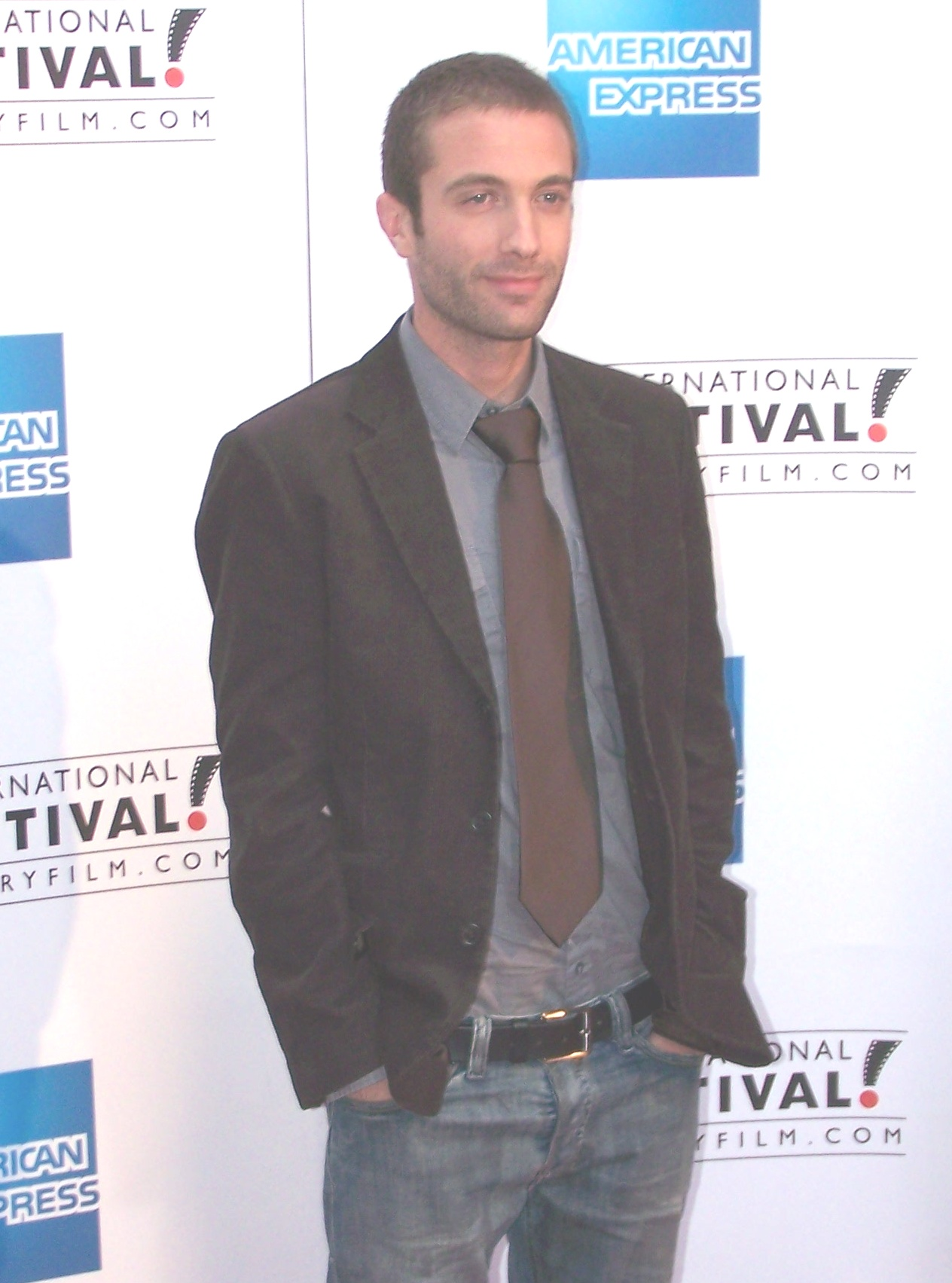
Jacob Tierney beim Calgary International Film Festival am 22. September 2007

Jacob Daniel Tierney (* 26. September 1979 in Montreal, Québec) ist ein kanadischer Schauspieler, Drehbuchautor und Regisseur. 2017 und 2018 gewann er gemeinsam mit Schauspielkollege Jared Keeso den Drehbuchpreis der Writers Guild of Canada in der Sparte TV Comedy.

## Leben
Jacob Tierney stand bereits in seiner Kindheit regelmäßig vor der TV- und Filmkamera. 1987, also mit acht Jahren, debütierte er in der TV-Produktion Hitting Home. Es folgte eine Reihe von Kinder- und Jugendfilmen, darunter Josh and S.A.M. und die Serien Dracula: The Series (1990–1991) und Grusel, Grauen, Gänsehaut (Are You Afraid of the Dark? 1991–1992). Für diese Serie, basierend auf der Kinderbuchreihe Gänsehaut, wurde Jacob Tierney im Jahr 1993 gemeinsam mit Jason Alisharan, Rachel Blanchard, Nathaniel Moreau, Raine Pare-Coull, Jodie Resther und Ross Hull für einen Young Artist Award in der Kategorie „Outstanding Performers in a Childrens Program“ nominiert. 1995 nahm Terence Davies’ Romanverfilmung Die Neonbibel, in der Tierney die Hauptrolle des 15-jährigen David spielte, bei den Filmfestspielen von Cannes am Wettbewerb um die Goldene Palme teil.
Seine erste Arbeit als Drehbuchautor und Regisseur war 2002 der Kurzfilm Dad, der beim Atlantic Film Festival eine lobende Erwähnung erhielt. In diesem Film spielte er neben Tygh Runyan, Jacqueline McClintock und Emily Hampshire auch selbst mit. Es folgte 2003 der Film Twist, für den er ebenfalls das Drehbuch schrieb und Regie führte. Auch in den folgenden Jahren entstanden Film- und Fernsehproduktionen unter seiner Regie sowie Mitwirkung als Drehbuchautor. Aber auch als Schauspieler ist er weiterhin tätig. Sein Film The Trotsky gewann zahlreiche kanadische wie auch internationale Auszeichnungen, darunter auch für das beste Drehbuch und die beste Regie für Tierney.

## Filmografie (Auswahl)
- 1990–1991: Dracula ist wieder da (Dracula: The Series, Fernsehserie, 21 Episoden)
- 1993: Josh and S.A.M.
- 1995: Die Neonbibel (The Neon Bible)
- 1998: False Pretense – Der Schein trügt (Dead End)
- 2003: Twist
- 2007: Walk All Over Me – Liebe, Latex, Lösegeld (Walk All Over Me)
- 2009: The Trotsky
- 2010: Good Neighbours
- 2012: Laurence Anyways
- 2018: The Death and Life of John F. Donovan (Drehbuch)